# HD 21749
HD 21749 (GJ 143) é uma estrela na constelação de Reticulum. Tem uma magnitude aparente visual de 8,14, sendo invisível a olho nu. A partir de medições de paralaxe pela sonda Gaia, está localizada a aproximadamente 53,3 anos-luz (16,3 parsecs) da Terra.
Esta estrela é uma anã laranja com um tipo espectral de K4.5V. Em 2019 foram descobertos dois planetas ao seu redor, detectados pelo método de trânsito a partir de observações pela sonda TESS.

## Estrela
HD 21749 é uma estrela de classe K da sequência principal (anã laranja) com um tipo espectral de K4.5V, indicando que é menor e mais fria que o Sol. Sua massa é estimada em 73% da massa solar e seu raio em 70% do raio solar. Está brilhando com cerca de 20% da luminosidade solar, possuindo uma temperatura efetiva de 4 640 K, a qual dá à estrela a coloração alaranjada típica de estrelas de classe K. Sua metalicidade—a abundância de elementos além de hidrogênio e hélio—é aproximadamente igual à solar.
Esta estrela possui um nível moderado de atividade cromosférica, conforme evidenciado por indicadores espectrais de atividade e dados fotométricos. Esses dados indicam um período de rotação na faixa de 30 a 40 dias, com um valor mais provável de aproximadamente 34 dias. A atividade estelar também ocasiona variações na velocidade radial da estrela, o que dificulta a determinação dos parâmetros dos planetas do sistema.

## Sistema planetário
Em janeiro de 2019, foi publicada a descoberta de um planeta extrassolar orbitando HD 21749, identificado a partir de um único evento de trânsito detectado pela sonda TESS, em dados dos dois primeiros setores de observação da sonda. Como um trânsito é insuficiente para determinar a órbita de um planeta, os cientistas usaram dados antigos de velocidade radial do espectrógrafo HARPS para detectar o sinal do planeta, permitindo determinar seu período orbital e massa. Em abril de 2019, com dois meses adicionais de dados da sonda TESS, o período orbital desse planeta foi confirmado com a observação de novos trânsitos, e um segundo planeta foi descoberto transitando a estrela.

### HD 21749 c
O planeta mais interno, HD 21749 c (o segundo a ser descoberto), orbita a estrela a uma distância de 0,08 UA com um período de apenas 7,8 dias. Um planeta terrestre, ele tem um raio de 1,1 vezes o raio da Terra (R⊕) e foi o primeiro planeta de tamanho terrestre descoberto pela sonda TESS. Sua massa é baixa demais para ser determinada a partir dos dados atuais de velocidade radial, com um limite máximo de 3,5 vezes a massa da Terra (M⊕), sendo estimada em aproximadamente 1 a 2 M⊕ com base em um modelo probabilístico.

### HD 21749 b
O planeta mais externo, HD 21749 b, está a uma distância média de 0,21 UA da estrela e completa uma órbita em 35,6 dias. Tem uma massa de aproximadamente 20 M⊕ e um raio de 2,9 R⊕, sendo parecido com Netuno porém bem mais denso. Sua densidade média de 4,7 g/cm³ indica que é composto por um núcleo rochoso significativo, de aproximadamente 2,1 R⊕, mais uma camada gasosa relativamente espessa.
| Planeta | Massa         | Raio               | Densidade (g/cm3) | Semieixo maior (UA) | Período orbital (dias) | Excentricidade     | Inclinação        |
| ------- | ------------- | ------------------ | ----------------- | ------------------- | ---------------------- | ------------------ | ----------------- |
| c       | < 3,5 M⊕      | 1,13+0,11 −0,10 R⊕ | < 13,2            | 0,076 ± 0,008       | 7,7902+0,0004 −0,0006  | 0                  | 89,44+0,36 −0,52° |
| b       | 20,0 ± 2,7 M⊕ | 2,86+0,21 −0,20 R⊕ | 4,7+1,9 −1,4      | 0,209+0,022 −0,021  | 35,6133+0,0005 −0,0006 | 0,164+0,062 −0,058 | 89,40+0,07 −0,08° |